# Occupation japonaise de la Malaisie
1941–1945
Entités précédentes :
- États malais fédérés
- Établissements des détroits
- Perlis
- Kedah
- Kelantan
- Terengganu
- Johor

Entités suivantes :
- Administration militaire britannique (en)

L’occupation japonaise de la Malaisie se déroule de 1941 à 1945 lors de la Seconde Guerre mondiale. La Malaisie est envahie par les troupes impériales japonaises le 8 décembre 1941 et malgré une lutte acharnée, les troupes britanniques sont contraintes au retrait vers Singapour le 31 janvier 1942. Cette dernière chute le 15 février, laissant la péninsule malaise aux mains des Japonais jusqu'en 1945.
Une fois occupée, la Malaisie est dirigée par l'Administration militaire malaise (Malai Gunsei Kumbu) sous la responsabilité de la 25e armée. Le contrôle de quatre États du Nord (Kedah, Perlis, Kelantan et Terengganu) est transféré à la Thaïlande. Les Japonais tentent d’apparaître comme des libérateurs de la colonisation britannique et d’obtenir le soutien de la population en nouant des alliances avec la Ligue pour l'indépendance indienne ou le Kesatuan Melayu Muda, mais les conditions d’occupation extrêmement difficiles et les atrocités commises notamment vis-à-vis des Chinois vivant en Malaisie, entretiennent un mouvement de résistance. Cette dernière, notamment composée par la Malayan Peoples' Anti-Japanese Army qui obtient le soutien des Britanniques, opère des actions de guérilla et des sabotages contre l’occupant.
Il faut cependant attendre la fin de 1944 et l'année 1945, pour voir les Alliés entreprendre des actions militaires d'envergure en Malaise et notamment des campagnes de bombardements et des opérations de minages des installations portuaires. Les Alliés prévoient de débarquer en Malaisie avec les opérations Zipper et Mailfist, mais le Japon capitule avant la mise en place de ces opérations. L’administration britannique est rétablie le 12 septembre 1945.

## Contexte

### Prélude

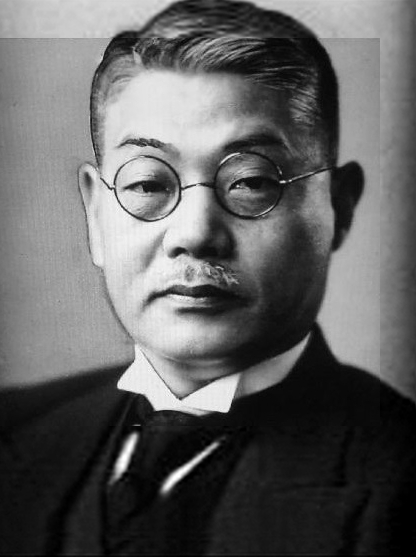
Hachirō Arita vers 1936-40.

Avancée japonaise dans le Pacifique (1937-1942).

Le concept d'une Sphère de coprospérité de la grande Asie orientale trouve son origine dans un concept de l'Armée impériale japonaise, développé par le général Hachirō Arita, un idéologue de l'armée qui a servi comme ministre des Affaires étrangères de 1936 à 1940. L'armée japonaise déclare l'est-asiatique comme son pré carré. Comme l'équivalent asiatique de la doctrine Monroe, en particulier le corollaire Roosevelt, l'Asie est, d'après les militaires, aussi essentielle au Japon que l'Amérique latine l'est pour les États-Unis,.
Le Ministre des Affaires étrangères Japonais, Yōsuke Matsuoka annonce officiellement l'idée de la Sphère de coprospérité le 1er août 1940 dans une interview à la presse, même si dans les faits, cette dernière est efficiente depuis de nombreuses années. Le déclenchement de la Seconde Guerre mondiale en Europe donne aux Japonais l'occasion d'exiger le retrait du soutien à la Chine au nom de l'« Asie pour les Asiatiques », les puissances européennes étant incapables de riposter efficacement. La plupart des autres nations situées dans la sphère sont soit des colonies dont une partie de leur population exprime leur sympathie au Japon (comme en Indonésie), soit occupées par le Japon dès les premières phases de la guerre et qui disposent de gouvernements fantoches, ou déjà sous le contrôle du Japon comme le Mandchoukouo. Ces facteurs contribuent à ce que la sphère de coprospérité, tout en manquant d'autorité réelle ou de pouvoir conjoint, se développe sans beaucoup de difficulté. La sphère doit, selon la propagande impériale, établir un nouvel ordre international libéré du colonialisme et de la domination occidentale pour les pays asiatiques qui partagent la prospérité et la paix sous l'égide d'un Japon bienveillant.

### Préparation

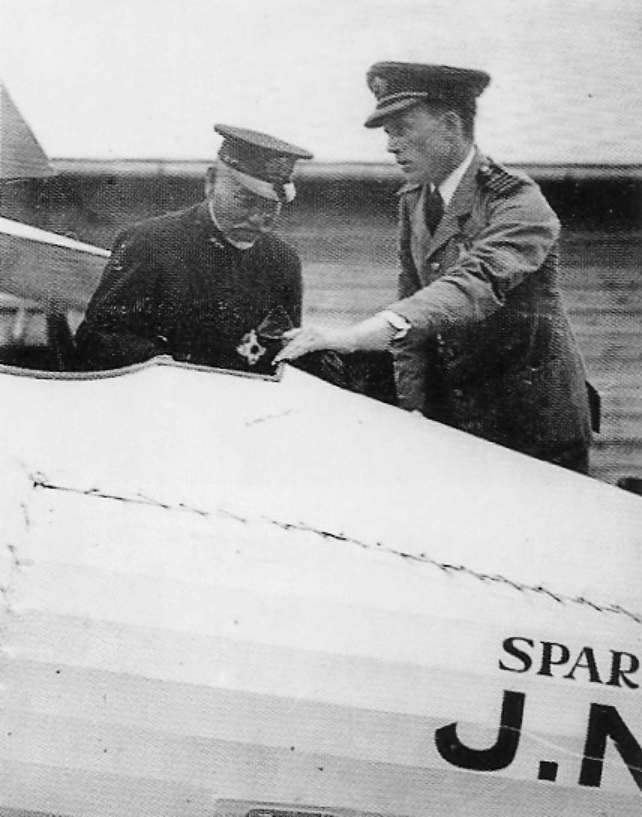
William Forbes-Sempill avec l'amiral japonais Tōgō Heihachirō en 1921.

L'unité 82 du Bureau des affaires militaires japonaises est créée en 1939 ou 1940 et installé à Taiwan afin de coordonner le renseignement. Dans les dernières étapes de planification, l'unité est sous la direction du colonel Yoshihide Hayashi (en). Les renseignements sur la Malaisie sont collectés via un réseau d'agents qui comprend le personnel de l'ambassade du Japon ; des Malais mécontents (en particulier, appartenant à la Tortoise Society, une sorte de « cinquième colonne » mise en place par les Japonais) ; des hommes d'affaires japonais, coréens et taïwanais ou encore des touristes. Les espions japonais, y compris occidentaux comme l'officier du renseignement britannique, le capitaine Patrick Stanley Vaughan Heenan et William Forbes-Sempill, 19th Lord Sempill (en) fournissent des renseignements et du soutien. Les informations fournies par Heenan permettent notamment aux Japonais de détruire une grande partie des forces aériennes alliées au sol,.
Avant les hostilités, des agents de renseignement japonais comme Iwaichi Fujiwara avaient établi des bureaux de renseignements secrets (ou Kikans) en relation avec les organisations indépendantistes comme le Kesatuan Melayu Muda en Malaisie ou l’Indian Independence League en Inde. Les Japonais donnent un appui financier à ces mouvements en échange d'informations fournies par leurs membres, et plus tard, avant l'invasion, contre la composition et les mouvements de troupes alliées.
En 1941, les Japonais sont engagés depuis quatre ans en Chine. Ils sont fortement tributaires des matériaux importés pour leurs forces militaires, en particulier du pétrole américain. De 1940 à 1941, les États-Unis, le Royaume-Uni et les Pays-Bas imposent un embargo sur l'approvisionnement de matériels de guerre et de pétrole vers Japon. La finalité de l'embargo est d'aider les Chinois et contraindre les Japonais à mettre un terme à leur action militaire en Chine. Les Japonais estiment cependant que se retirer de Chine équivaudrait à perdre la face et préfèrent entreprendre une action militaire contre les territoires américains, britanniques et néerlandais en Asie du Sud-Est. Les forces japonaises d'invasion sont rassemblées en 1941 sur l'île d'Hainan et en Indochine française. Cette accumulation de troupes à Hainan (en) et en Indochine est remarquée par les Alliés et, lorsque ces derniers ont demandé des comptes, les Japonais ont expliqué que cela été lié aux opérations en Chine.

## Conquête

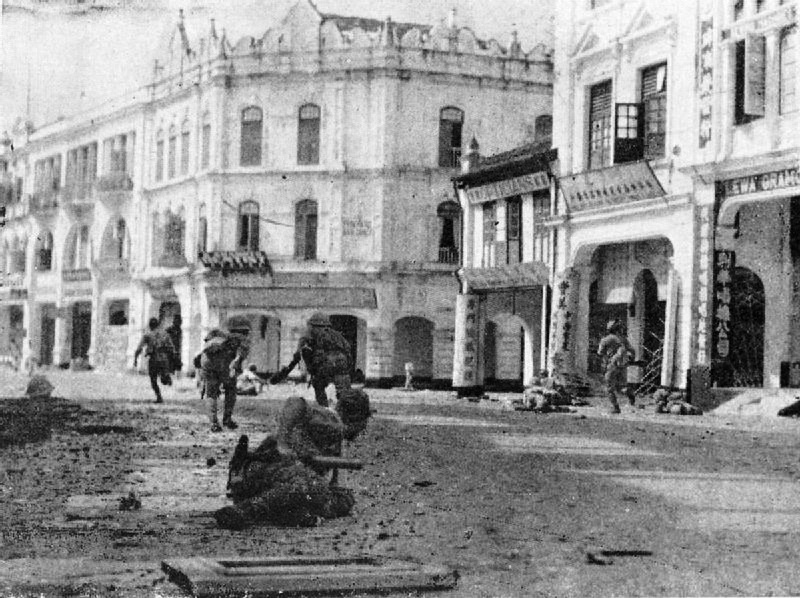
Des soldats japonais avancent dans Kuala Lumpur en janvier 1942.

La 25e armée japonaise sous le commandement du lieutenant-général Tomoyuki Yamashita débarque sur la plage de Kota Bharu juste après minuit le 8 décembre 1941, divisée en deux forces distinctes, l'une manœuvrant ensuite vers l'Est et Kuantan, et l'autre vers le sud et la Perak River (en). Une bataille féroce s'engage avec l'Armée indienne britannique une heure avant l'attaque de Pearl Harbor. Cette bataille marque le début officiel de la guerre du Pacifique et le début de l'occupation japonaise de la Malaisie. L'aéroport de Kota Bahru est occupé dans la matinée. Les aéroports de Sungai Patani (en), de Butterworth et d'Alor Setar sont pris le 9 décembre 1941. Le 11 décembre 1941, les Japonais commencent à bombarder Penang. Jitra (en) puis Alor Setar tombent aux mains des Japonais le 12 décembre 1941. Les Britanniques doivent se replier vers le sud. Le 16 décembre 1941, les Britanniques quittent Penang qui est occupée par les Japonais le même jour.
Les Japonais continuent à avancer vers le sud et capturent Ipoh le 26 décembre. Les Britanniques résistent férocement dans la bataille de Kampar, qui dure trois jours et trois nuits entre 30 le décembre 1941 et le 2 janvier 1942, mais ils doivent une nouvelle fois battre en retraite. Le 7 janvier 1942, deux brigades de la 11e division d'infanterie indienne sont vaincues lors de la bataille de Slim River, ouvrant à l'armée japonaise la porte de Kuala Lumpur, la capitale de la Malaisie. Le 9 janvier, la position britannique est de plus en plus désespérée et le commandant suprême du American-British-Dutch-Australian Command, le général Archibald Wavell, décide de retirer toutes les forces britanniques et du Commonwealth au sud de Johor, abandonnant ainsi Kuala Lumpur qui est capturée par les Japonais le 13 janvier.
La ligne défensive britannique est établie dans le nord de Johor, de Muar (en) à l'Ouest, à travers Segamat (en), puis à Mersing (en) à l'Est. La 45e brigade d'infanterie indienne (en) est placée le long de la partie ouest de la ligne entre Muar et Segamat. Des troupes de l'Australian Imperial Force (AIF) sont concentrées au centre de la ligne et manœuvrent au nord de Segamat, se heurtant à l'avancée de l'armée japonaise à Gemas (en) le 14 janvier. La 15e division, qui forme la principale force japonaise, arrive le 15 janvier, et contraint les Australiens à se replier sur Segamat. Les Japonais se dirigent vers l'Ouest et la 45e brigade indienne, qui, inexpérimentée, est facilement battue. Le commandement allié dirige ensuite les 2/19e (en), 2/29e (en) bataillons australiens vers l'Ouest ; le 2/19e bataillon engage les Japonais le 17 janvier 1942 au sud de Muar.
Les combats se poursuivent jusqu'au 18 janvier, et malgré les efforts des 2/19e et 2/29e bataillons, la ligne de défense de Johor s'effondre. Les Alliés doivent battre en retraite à travers la chaussée Johor-Singapour vers Singapour. Au 31 janvier 1942, l'ensemble de la Malaisie est aux mains des Japonais,.

## Occupation

### Administration et organisation

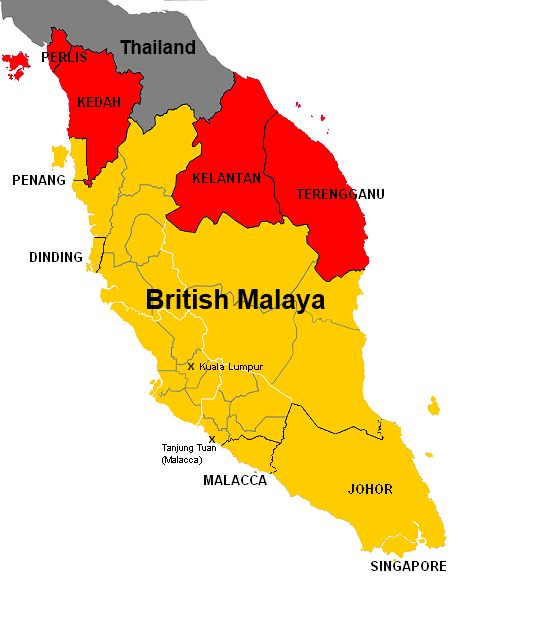
En rouge, les zones occupées par les Tais, en orange, les territoires occupés par les Japonais.

La politique japonaise d'administration des territoires occupés est élaborée en février 1941 par le colonel Obata Nobuyoshi (chef de la section renseignement de l'armée du Sud) et les lieutenants-colonels Otoji Nishimura et Seijiro Tofuku de l'état-major général. Ceux-ci énoncent cinq principes : l'acquisition de matériels essentiels pour la défense nationale, le rétablissement de l'ordre public, l'autosuffisance des troupes dans les territoires occupés, le respect des administrations locales et des coutumes établies et aucune discussion précipitée sur le futur statut de souveraineté. Pour la Malaisie, les Établissements des détroits sont placés sous l'autorité de l'armée japonaise, les États malais fédérés sous l'autorité théorique de leurs sultans, et les quatre États du nord tombent sous l'autorité thaïe. En effet, jusqu'en 1909 Kedah, Perlis, Kelantan et Terengganu sont des territoires thaïlandais. Dans le cadre d'un accord en 1909, la Thaïlande les a transférés sous le contrôle des Britanniques. En juillet 1943, le Premier ministre japonais Hideki Tōjō annoncé que le contrôle de ces États va retourner à la Thaïlande dans le cadre de l'alliance militaire signée entre la Thaïlande et le Japon le 21 décembre 1941. La Thaïlande administre ces derniers au travers d'une nouvelle entité, le Si Rat Malai, entre le 18 octobre 1943 et jusqu'à la capitulation des Japonais à la fin de la guerre, cependant, les troupes japonaises et la Kenpeitai continuent d'être stationnés dans ces États.
Une fois occupée, la Malaisie est dirigée par l'Administration militaire malaise (Malai Gunsei Kumbu) de l'armée impériale japonaise. Cette dernière est dirigée par le colonel Watanabe Wataru, le chef d'état-major de la 25e armée. Wataru met en œuvre la politique d'occupation et impose une ligne dure. Les Chinois sont notamment durement traités en raison d'un sentiment de suspicion permanent de soutien à la Chine continentale contre le Japon. Les Malais et les Indiens sont traités de façon plus modérée en raison de leur coopération. Wataru croit fermement que le régime britannique a introduit un mode de vie hédoniste et matérialiste pour les peuples autochtones. Il estime donc qu'il faut leur enseigner à supporter les difficultés et les privations avec l'éducation et l'entrainement physique et spirituel. Wataru pense aussi qu'ils doivent être prêts à donner leur vie si nécessaire pour établir le Hakkō ichiu et la Sphère de coprospérité de la grande Asie orientale. Lorsque Wataru est remplacé en mars 1943 par le major-général Masuzo Fujimuro, la situation du Japon dans la guerre s'est dégradée et les Japonais imposent la coopération de toute la population. Peu à peu, ses politiques plus répressives sont mises en place à l'égard des Chinois et les conseils consultatifs sont formés. En mars 1944, le colonel Hiroshi Hamada établit une salle de consultation publique pour engager des discussions avec les dirigeants de la communauté chinoise et la jeunesse.

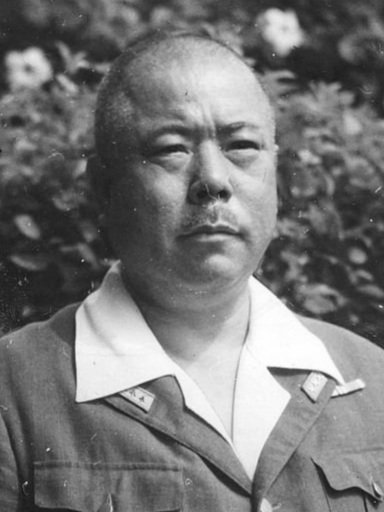
Le général Tomoyuki Yamashita commandant de la 25e armée, 1941.

Le contrôle de l'administration est sous la responsabilité de la 25e armée. Cette dernière dont le siège à Singapour, fait également office de garnison en Malaisie jusqu'en janvier 1944 avant d'être remplacé par la 94e division d'infanterie de la 29e armée, du lieutenant-général Teizo Ishiguro (en), qui établit son quartier général à Taiping jusqu'à la fin de la guerre. Le transfert des États malais du Nord vers la Thaïlande entraine également le transfert du contrôle de l'administration aux Thaïlandais. Avec le transfert du contrôle de la Malaisie de la 25e à la 29e armée, Johor est placée sous le contrôle de l'Armée du Sud basée à Singapour. Les civils japonais et taïwanais dirigent la fonction publique et la police malaise pendant l'occupation,. Leur structure demeure similaire à celle de la fonction publique d'avant la guerre et un grand nombre des fonctionnaires sont reconduits dans leurs fonctions. Bon nombre de lois et de règlements de l'administration britannique ont continué à être appliqués. Les Japonais permettent initialement au Sultan de continuer à exercer symboliquement comme dirigeants avec l'intention à terme de les exclure du pouvoir. La Kenpeitai du Groupe d'armées expéditionnaire japonais du Sud, issue d'abord de la 25e armée, puis de la 29e armée, fournit la police militaire et s'occupe de maintenir l'ordre public de la même manière que la Schutzstaffel allemande. Ces unités peuvent à volonté, arrêter et interroger, torturer, aussi bien les militaires et que les civils. La police civile leur est subordonnée. Le commandant de la 2nd Field Kempeitai unit (Kempeitai East District Branch (en)) est le lieutenant-colonel Oishi Masayuki. La  3rd Field Kempeitai unit est commandée par le major-général Masanori Kojima. À la fin de la guerre, il y a 758 Kempeitais stationnées en Malaisie, et davantage encore en prenant en compte les États malais occupés par les Thaïs.
La marine japonaise est également présente en Malaisie. Pendant l'occupation, Penang est utilisée comme base de sous-marin par les marines japonaise, italienne, et allemande. La 8e escadre de sous-marins (en) de la 6e flotte de la Marine impériale japonaise s'installe à Penang en février 1942 sous le commandement du contre-amiral Ishizaki Noboru. La base est utilisée comme un dépôt de ravitaillement pour les sous-marins à destination de l'Europe et pour les opérations dans l'océan Indien. Au début de 1943, les premiers sous-marins allemands et italiens commencent à faire escale à Penang. En avril 1943, le U-178 du Kapitänleutnant Wilhelm Dommes arrive pour installer et commander la base de U-boat allemand à Penang. Les sous-marins italiens font régulièrement escale à Penang,. Cette base est la seule base opérationnelle utilisée par les trois marines de l'Axe. Parmi les 11 premiers U-Boat affectés au Monsun Gruppe, les U-168, U-183, U-188 et U-532 arrivent entre octobre et novembre 1943. En mars 1944, la base manque d'approvisionnements et se trouve sous la menace croissante des patrouilles anti-sous-marines alliées, puis des bombardements. Cela conduit les Japonais à retirer leurs sous-marins de Penang à la fin de 1944. Les Allemands restent jusqu'en décembre 1944 avant de se retirer à Singapour.

### Coopération et recrutement

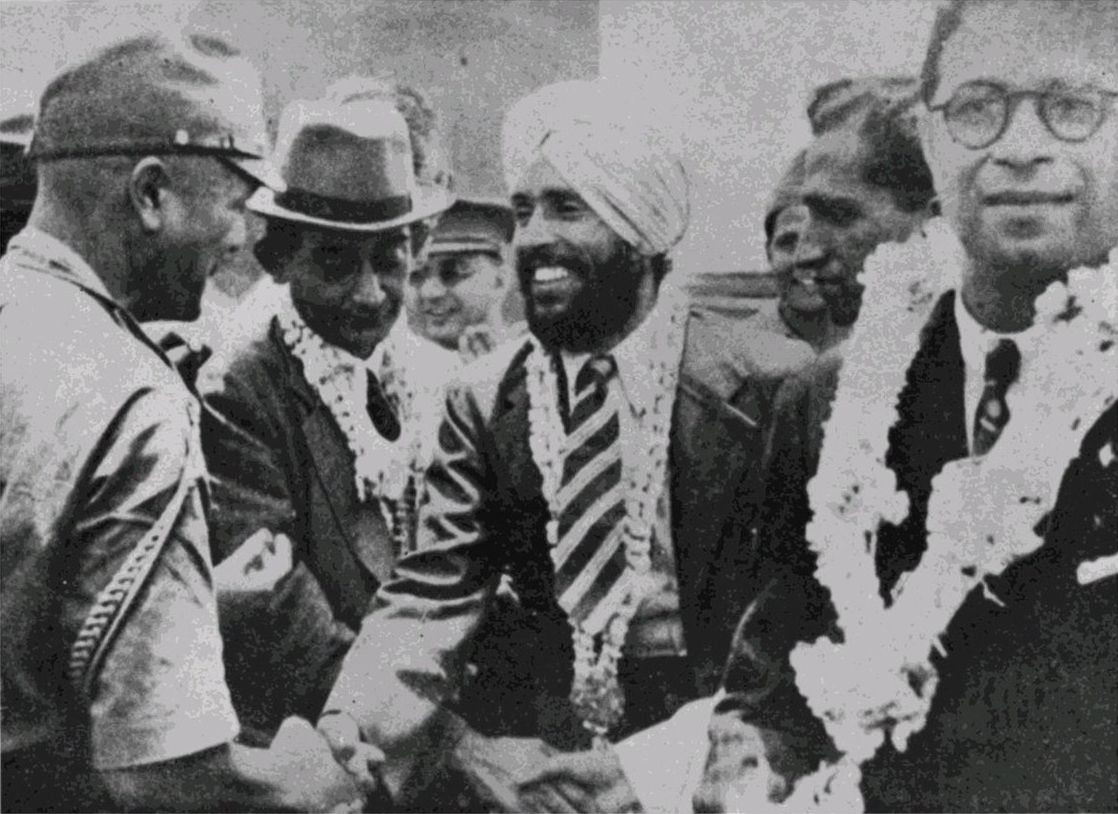
Le major Iwaichi Fujiwara rencontre Mohan Singh de l'Armée nationale indienne, avril 1942.

Les Japonais entreprennent de recruter, en particulier parmi les populations indiennes et malaises, avant et après l'occupation. Avant l'invasion de la Malaisie, l'officier de renseignements japonais, le major Iwaichi Fujiwara a formé des liens avec Pritam Singh Dhillon de l'Indian Independence League. Fujiwara et Dhillon convainquent le major Mohan Singh (general) de créer l'Armée nationale indienne (ANI) avec des soldats indiens mécontents capturés pendant la campagne malaise. Singh est un officier du 1er bataillon du 14th Punjab Regiment capturé lors de la bataille de Jitra. Au fur et à mesure que la campagne japonaise progresse, plus de troupes indiennes sont capturées et un nombre important d'entre elles sont convaincues de rejoindre la nouvelle force commandée par Singh qui est fait général et qui est soutenu par Rash Behari Bose (en), le leader de l'Indian Independence League. Au 1er septembre 1942, elle compte 40 000 volontaires composés d'anciens soldats et de civils de Malaisie et de Singapour. Bien que Singh a entretenu de bonnes relations avec Fujiwara, il lui est de plus en plus difficile d'accepter les ordres de l'armée impériale japonaise. Cela conduit à son arrestation le 29 décembre 1942 par la Kempeitai.
Subhas Chandra Bose rentre d'Allemagne en juin 1943 et prend le commandement de l'Armée nationale indienne qui est relancée sous le nom d'Azad Hind Fauj. Bose organise le financement et la main-d’œuvre nécessaire à la cause de l'indépendance indienne parmi les populations indiennes expatriées. L'ANI dispose également d'une unité séparée pour les femmes, le Rani of Jhansi Regiment (nommé d'après Lakshmî Bâî) dirigé par le capitaine Lakshmi Sahgal. Bose prend également la tête du Gouvernement provisoire de l'Inde libre situé à Singapour en octobre 1943. Ce dernier est Allié à l'empire du Japon dans le but de renverser le Raj britannique et d'obtenir l'indépendance de l'Inde. Il participe notamment à la conférence de la grande Asie orientale organisée par le Japon en novembre 1943.
Fujiwara noue également des liens avec Ibrahim Hj Yaacob (en), membre de la Kesatuan Melayu Muda, une organisation malaise indépendantiste. À la veille de la Seconde Guerre mondiale, Yaacob et les membres de la Kesatuan Melayu Muda encouragent activement un sentiment anti-britannique. Avec l'aide du Japon, l'organisation achète Warta Malaya, un journal malaisien basé à Singapour. Peu avant l'invasion japonaise, Yaacob, Ishak Muhammad et un certain nombre de dirigeants de la Kesatuan Melayu Muda sont arrêtés et emprisonnés par les Britanniques.
Pendant l'invasion, les membres de la Kesatuan Melayu Muda fournissent leur aide aux Japonais en espérant que ces derniers leur donneraient l'indépendance de la Malaisie. Lorsque les Japonais ont capturé Singapour, ils ont aussi libéré les membres emprisonnés de l'organisation. Mustapha Hussain, le vice-président de l'organisation, et d'autres membres ont ensuite demandé l'indépendance, mais la demande est rejetée. Les Japonais ont alors dissous la Kesatuan Melayu Musa et établi une milice, la Pembela Tanah Ayer (également connue sous le nom de Malai Giyu Gun ou par son acronyme malais PETA). Yaacob reçoit le rang de lieutenant-colonel et le commandement des 2 000 hommes de la milice.

### Conditions d'occupation

#### Impacts socio-économiques

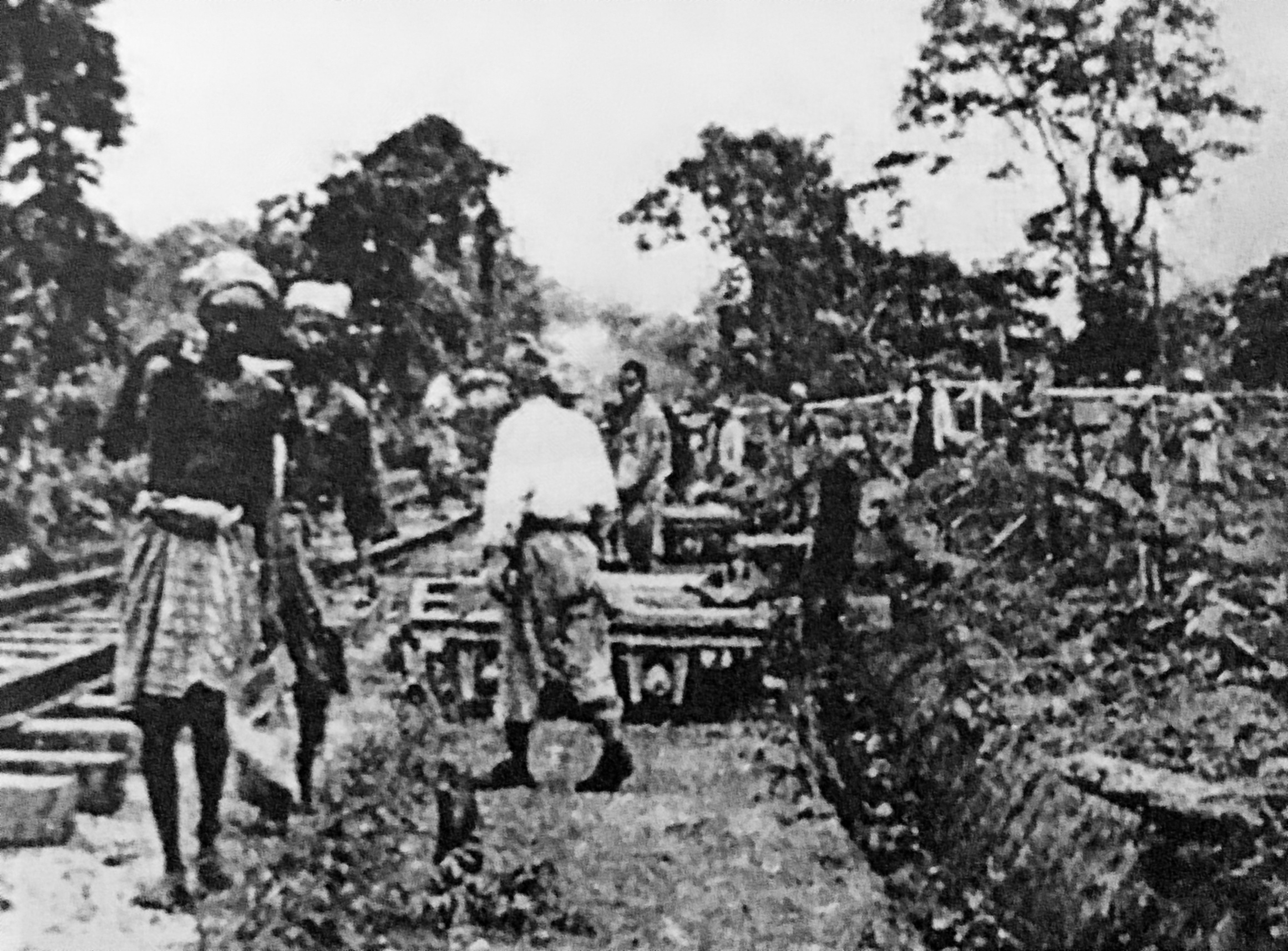
Des Tamouls originaires de Malaisie travaillant sur la ligne Siam-Birmanie, entre juin 1942 et octobre 1943.

Au début, les deux grands groupes ethniques de Malaisie, les Indiens et les Malais, échappent aux principaux mauvais traitements des Japonais. Les Japonais veulent obtenir le soutien de la communauté indienne pour libérer l'Inde de la domination britannique et ils ne considèrent pas les Malais comme une menace. Par contre, les Japonais demandent à la communauté chinoise, par l'intermédiaire de l'Organisation des Chinois d'outremer, contrôlée par des Japonais, d'amasser 50 millions de dollars malais pour supporter l'effort de guerre. Alors que l’organisation ne récolte que 28 millions, cette dernière est tenue de contracter un prêt pour atteindre la somme exigée. Les trois communautés sont encouragées à soutenir l'effort de guerre japonais en fournissant de l'argent ou en participant aux travaux. Quelque 73 000 Malais ont notamment été contraints de participer travaux sur la ligne de chemin de fer Siam-Birmanie, entrainant la mort de près de 25 000 personnes.
Les Japonais ont également confisqué environ 150 000 tonnes de caoutchouc privant la Malaisie d'une grande partie de ses revenus à l'exportation. Le revenu réel par habitant tombe à environ la moitié de son niveau de 1941 en 1944 et moins de la moitié du niveau de 1938 en 1945. Avant la guerre, la Malaisie produit 40 % du caoutchouc mondial et une forte proportion de l'étain, mais elle doit importer plus de 50 % de ses besoins en riz, un aliment de base pour sa population. Le blocus allié signifie une baisse considérable des importations et des exportations.

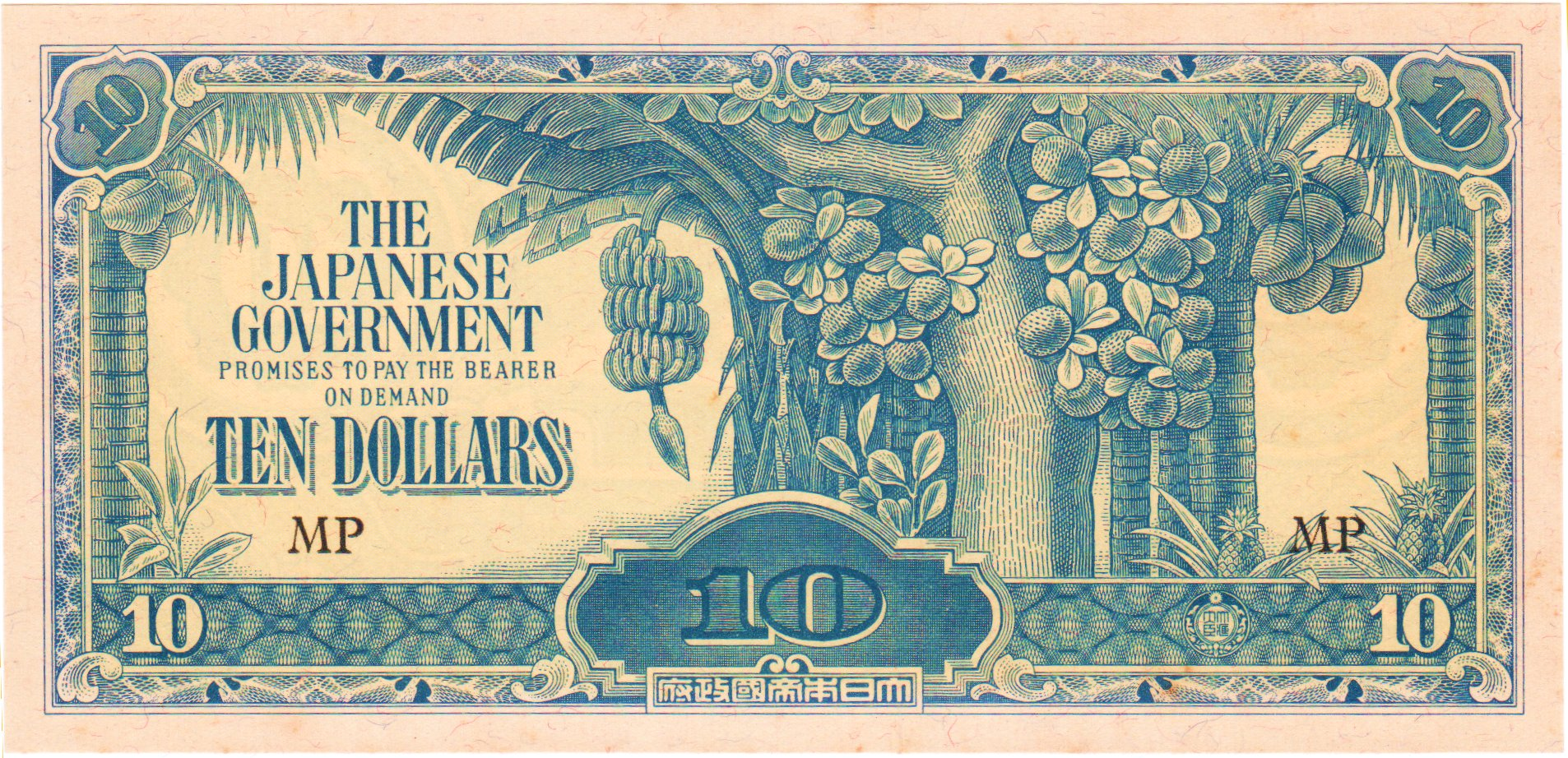
Un billet de 10 $ émis par le gouvernement japonais en circulation en Malaisie et à Bornéo.

Pendant l'occupation, les Japonais remplacent le dollar malais par leur propre devise. Avant l'occupation, en 1941, il y a environ 219 millions de dollars en circulation. Les responsables de la monnaie japonaise estiment avoir mis entre sept et huit milliards de dollars en circulation pendant l'occupation. Certaines unités de l'armée japonaise possèdent même des presses à monnaie mobile. L'impression effrénée de billets de banque dans les derniers mois de la guerre crée une hyperinflation au point telle que la monnaie n'a plus aucune valeur à la fin de la guerre. À la fin de l'occupation, les prix sont 11 000 fois plus élevés qu'au début de la période, bien que l'inflation mensuelle n'a atteint 40 % que dans les derniers jours de la guerre,. De la fausse monnaie est également introduite par les Britanniques et les Américains ; le Special Operations Executive imprime des faux billets de 1 et de 10 $ et l'Office of Strategic Services imprime des billets de 10 $.
À mesure que la guerre progresse, les trois communautés commencent à souffrir de plus en plus des privations, du rationnement, de l'hyperinflation et du manque de ressources de plus en plus sévères. Le blocus des forces alliées sur les territoires occupés par les Japonais, couplé à une campagne sous-marine, réduit la capacité des Japonais à déplacer les fournitures entre pays occupés. Tant les communautés malaises qu'indiennes entrent progressivement en conflit avec l'occupant japonais et rejoignent le mouvement de résistance, y compris Abdul Razak, et Abdul Rahman bin Hajih Tiab. Yeop Mahidin Bin Mohamed Shariff (en), un ancien officier du Royal Malay Regiment, fonde un groupe de résistants immédiatement après la chute de Singapour en février 1942.

#### Massacres et atrocités

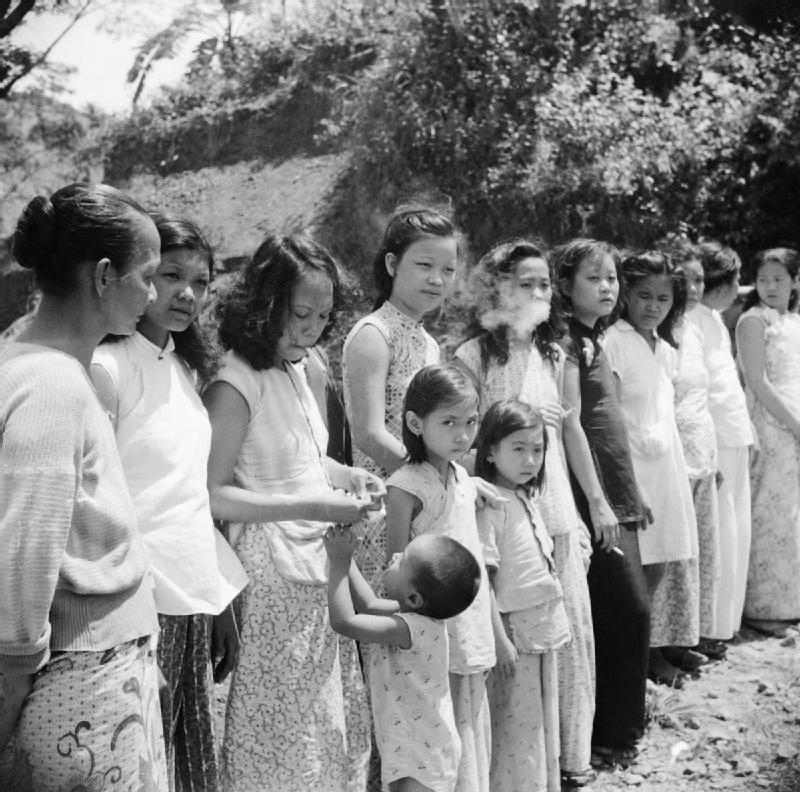
Des jeunes filles chinoises et malaisiennes aux îles Andaman, prises de force à Penang par les Japonais pour servir de femmes de réconfort, 1945.

Après la conquête de la Malaisie et de Singapour, les Japonais cherchent à consolider leur position. Les Chinois sont suspectés par les Japonais de financer les forces nationalistes et communistes en Chine qui combattent les Japonais. En décembre 1941, une liste d'éléments clés à éliminer au sein de la population chinoise est établie. Le 17 février 1942, le lieutenant-général Tomoyuki Yamashita, commandant de la 25e armée, ordonne l'élimination des éléments anti-japonais. Des unités des 5e et 18e, et de la Garde impériale du Japon sont chargées d'exécuter les suspects sans procès. Ce même jour, 70 soldats survivants du Royal Malay Regiment après la Battle of Pasir Panjang (en) sont pris parmi les prisonniers de guerre et fusillés par les Japonais. Certains officiers de ce régiment sont également décapités par les Japonais. Initié à Singapour après la chute de la cité en février, le processus d'exécution des Chinois perçus comme une menace s'étend à toute la Malaisie. C'est le début du massacre de Sook Ching dans lequel près de 50 000 de Chinois sont tués, principalement par la Kempeitai.
Dans le détail, des massacres ont lieu à Kota Tinggi État de Johor, le 28 février 1942, 2 000 tués ; Gelang Patah (en) Johor, le 4 mars, 300 tués ; Benut (en), Johor le 6 mars (nombre inconnu) ; Johor Bahru, Senai (en), Kulai (en), Sedenak (en), Pulai, Rengam, Kluang, Yong Peng (en), Batu Pahat, Senggarang (en), Parit Bakau et Muar (en). Entre février et mars, on estime à 25 000 Chinois tués en tout dans l'État de Johor. On dénombre aussi des massacres à Tanjong Kling, État de Malacca le 16 mars, 142 tués ; Kuala Pilah État de Negeri Sembilan, le 15 mars, 76 tués ; Parit Tinggi, Negeri Sembilan, le 16 mars, tout le village, plus de 100 morts ; Joo Loong Loong (maintenant connu comme Titi) le 18 mars, 990 tués, tout le village éliminé par le major Yokokoji Kyomi et ses troupes ; et Penang en avril où l'on dénombre plusieurs milliers de tués par le major Higashigawa Yoshinura ; Sungei Lui, un village de 400 habitants dans le district de Jempol, dont la population est éliminée le 31 juillet 1942 par les troupes du caporal Hashimoto.
97 000 Chinois présumés anti-japonais présumés sont emprisonnés ou tués par les Japonais à Singapour et en Malaisie. Avec le camp de Changi à Singapour, des camps de prisonniers civils sont mis en place à travers la Malaisie par les Japonais à des fins de détention et d'exécution. Des établissements scolaires comme le Malay College Kuala Kangsar (en) à Kuala Kangsar, sont également réutilisés pour mener des interrogatoires pour les Japonais. Les Japonais ont également été accusés de mener des expériences médicales sur les Malais. Les militaires japonais sont aussi accusés d'avoir pris en nombre des filles et des femmes chinoises et malaises comme femmes de réconfort, un système d'esclavage sexuel de masse organisé dans les zones contrôlées par l'empire du Japon, au bénéfice de l'armée et de la marine impériales japonaises lors de la Seconde Guerre mondiale,,

## Lutte contre le Japon

### Mouvements de résistances

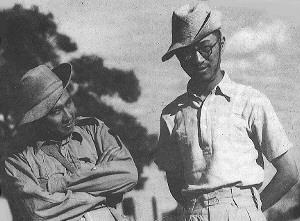
(gauche) et Lim Bo Seng (droite) lors l'entraînement de la Force 136 en Inde, 1943

À la suite de l'invasion japonaise de la Malaisie le 8 décembre 1941, les autorités coloniales britanniques acceptent l'offre de coopération militaire du Parti communiste malais (PCM). Le 15 décembre, tous les prisonniers politiques de gauche sont relâchés. À partir du 20 décembre, l'armée britannique commence à former des membres du parti aux techniques de la guérilla à la 101st Special Training School (101e STS) établie en urgence à Singapour. Environ 165 membres du PCM sont formés avant la chute de Singapour. Ces combattants, insuffisamment armés et équipés par des Britanniques pressés, doivent se disperser précipitamment, avant d'entrer en résistance et de mener des tactiques de harcèlement contre l'armée japonaise durant l'occupation,,.
Juste avant la chute de Singapour, le 15 février 1942, le Parti communiste commence à organiser la résistance armée à Johor. Quatre groupes armés, appelés « régiments », sont formés. En mars, cette force nommée Malayan Peoples' Anti-Japanese Army (MPAJA) commence le sabotage des installations de l'Armée japonaise et mène des embuscades contre ses soldats. Les Japonais répondent par des représailles contre des civils chinois. Ces représailles, conjuguées à des difficultés économiques croissantes, poussent un grand nombre de Chinois malais à fuir les villes et à se réfugier aux abords des forêts. Ces derniers deviennent rapidement la principale source de recrues et d'approvisionnement de la MPAJA. La MPAJA consolide sa position en leur assurant sa protection,,.
En février 1942, Lai Teck (en), un agent britannique présumé qui avait infiltré le Parti communiste malais (MCP) est arrêté par les Japonais. Il devient un agent double en fournissant des informations aux Japonais sur le PCM et la MPAJA. Le 1er septembre 1942, agissant sur ces informations, les Japonais attaquent une conférence secrète qui réunit plus d'une centaine de dirigeants du PCM et de la MPAJA dans les grottes de Batu, au nord de Kuala Lumpur, tuant la plupart d'entre eux. La perte de ses dirigeants contraint la MPAJA à abandonner son système de commissaires politiques, et les commandants militaires sont devenus les chefs des régiments. À la suite de ce revers et sous la direction de Lai Teck, la MPAJA évite la confrontation directe en attendant d’amasser des forces qui atteignent 4 500 soldats au début de 1943. Lai Teck n'a été soupçonné comme un traître qu'après la guerre. Il est finalement traqué et assassiné par une opération Việt Minh à Bangkok en 1947.
À partir du mois de mai 1943, les commandos britanniques de la Force 136 et des Malaisiens formés en Inde, infiltrent la Malaisie et prennent contact avec la guérilla. En octobre 1943, le leader chinois de Singapour Lim Bo Seng, formé par la Force 136, débarque et rejoint le camp de Bukit Bidor à environ 50 km au sud d'Ipoh. En 1944, un accord est conclu par lequel la MPAJA accepte une certaine direction du Commandement allié de l'Asie du Sud-Est (SEAC), et les Alliés fournissent les armes et l'approvisionnement à la MPAJA. Ce n'est qu'au printemps 1945, cependant, que des quantités importantes de matériel commencent à arriver par parachutages,. La Force 136 apporte également son soutien à un autre mouvement de résistance le Pahang Wataniah. Ce dernier, composé initialement de 254 hommes, est formé par Yeop Mahidin avec le consentement du sultan de Pahang, Abu Bakar of Pahang (en) et un camp d'entraînement est créé à Batu Malim. Le major J.D. Richardson de la Force 136 est chargé d'aider à former l'appareil. Son action et sa bravoure lui valent le surnom de « Singa Melayu » (le lion malais) par Mahidin. Après la fin de la guerre la MPAJA est interdite en raison de son idéologie communiste et le Pahang Wataniah est réorganisé, devenant ainsi le Rejimen Askar Wataniah (en), une force de réserve militaire territoriale.

### Opérations alliées

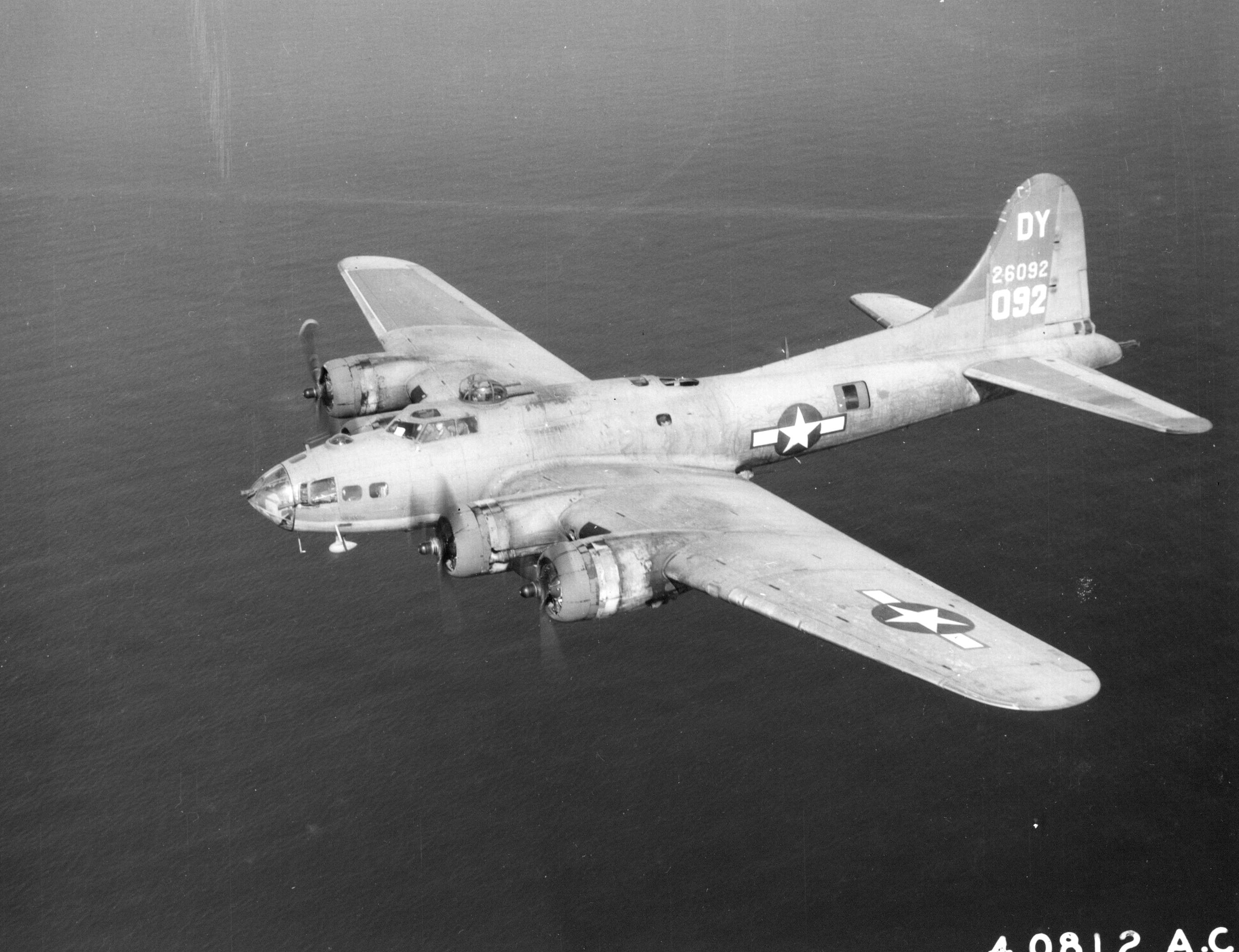
Un B-17 Flying Fortress en vol.

Les principes de la doctrine stratégique des Alliés en cas d'entrée en guerre du Japon sont établis lors d'une conférence secrète entre le 29 janvier 1941 et le 27 mars 1941. La stratégie énonce le principe de « L'Europe d'abord », le théâtre d'Extrême-Orient étant considéré comme secondaire. Après l'attaque de Pearl Harbor, le Premier ministre britannique, Winston Churchill et le président américain, Franklin Delano Roosevelt, se rencontrent lors de la première conférence de Washington en décembre 1941 et janvier 1942. Cette conférence réaffirme la doctrine de l'Europe d'abord. Lors de la troisième conférence de Washington en mai 1943, les alliés discutent de soulager la pression sur la Chine, notamment par la campagne de Birmanie. Lors de la conférence de Québec en août, l'intensification de la guerre contre le Japon est décidée et le South East Asia Command est réorganisé. La seconde conférence de Québec en septembre 1944 discute de la participation de la marine britannique contre les Japonais.
Le premier raid de bombardement stratégique est réalisé par des B-17 Flying Fortress américains du 7th Operations Group (en) opérant depuis Java, le 2 février 1942 contre les aérodromes de Kuantan et Kuala Lumpar,. Il faut attendre le 27 octobre 1944, pour de nouvelles opérations effectuées par des B-24 Liberator de la 159e escadrille de la RAF (en) volant depuis Kharagpur en Inde. Ces derniers larguent des mines marines dans le port de Penang entraînant son abandon progressif par les forces sous-marines japonaises. De nouveaux largages sont effectués le 26 novembre et le 23 janvier 1945. Le 11 janvier 1945 des B-29 Superfortress de la 20e Air Force bombarde Penang. Une autre attaque sur Penang est menée le 24 février, puis le 11 mars une attaque sur les gares de triage à Kuala Lumpar ainsi que sur l'aérodrome d'Alor Star. Le 15 mars, le musée royal Selangor est touché par des bombes destinées aux gares de triage de Kuala Lumpar. Le 28 mars, des mines sont larguées sur plusieurs ports et la dernière mission opérée en Malaisie par la 20e Air Force a lieu le 29 mars. Les attaques contre les ports cessent à ce moment, car Lord Mountbatten veut pouvoir réutiliser les ports lors de l'invasion de Malaisie. Les attaques se poursuivent cependant contre le rail, la navigation côtière, et d'autres cibles.

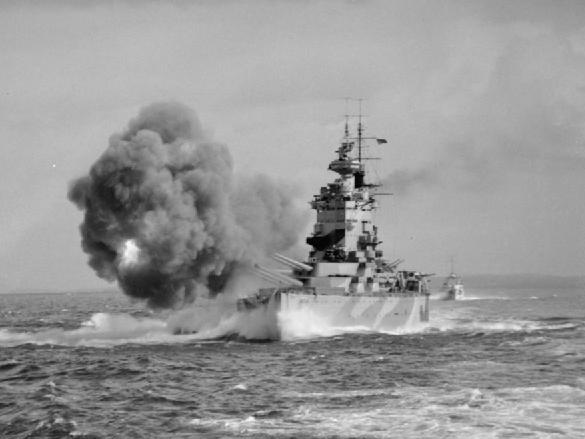
Le qui mène la Task Force chargée de l'opération Zipper.

Après la défaite contre les Japonais, un certain nombre de personnels alliés se retirent dans la jungle et certains rejoignent la MPAJA et d'autres, tels que Freddie Spencer Chapman, agent de la Force 136 agents cherchent à lancer une campagne de sabotage contre les forces d'occupation japonaises. En août 1943, les Alliés mettent en place le South East Asia Command pour superviser la guerre en Asie du Sud-Est, y compris en Malaisie. D'autres agents alliés sont débarqués depuis des sous-marins ou parachutés, pour fournir une assistance aux mouvements de résistance. Les marines alliées en particulier les sous-marins, cherchent à frapper des navires japonais qui transitent dans la région. Une Task Force britannique coule notamment le croiseur japonais Haguro lors de la bataille du détroit de Malacca en mai 1945.
Ibrahim Ismail (general) (en) débarque en Malaisie en octobre 1944 dans le cadre d'une opération de la Force 136 afin de convaincre les Japonais que les Alliés ont l'intention de débarquer sur l'isthme de Kra, à 1 000 km au nord de la Malaisie, alors qu'ils ont en réalité prévu de débarquer à Port Kelang ou à Port Dickson (en) afin d'établir une tête de pont en Malaisie pour l'opération Zipper. Ce débarquement doit être suivi par l'opération Mailfist chargée de la libération de Singapour, puis par l'opération Broadsword, une offensive pour reprendre le nord de la Malaisie. En préparation du débarquement, lors de l'opération Livery, une Task Force britannique navigue à travers le détroit de Malacca en juillet 1945 afin de déminer la zone et d'attaquer les installations japonaises. Des avions basés sur les porte-avions britanniques attaquent des cibles le long de la côte ouest de la Malaisie et des avions de la 7e flotte frappent la côte Est en prélude à l'opération Zipper. Mais le débarquement est finalement annulé avec la fin de la guerre,,. Il est remplacé par l'opération Tiderace au cours de laquelle une flotte alliée débarque des troupes directement à Singapour et réoccupe la ville début de septembre sans rencontrer d'opposition.

## Conséquences

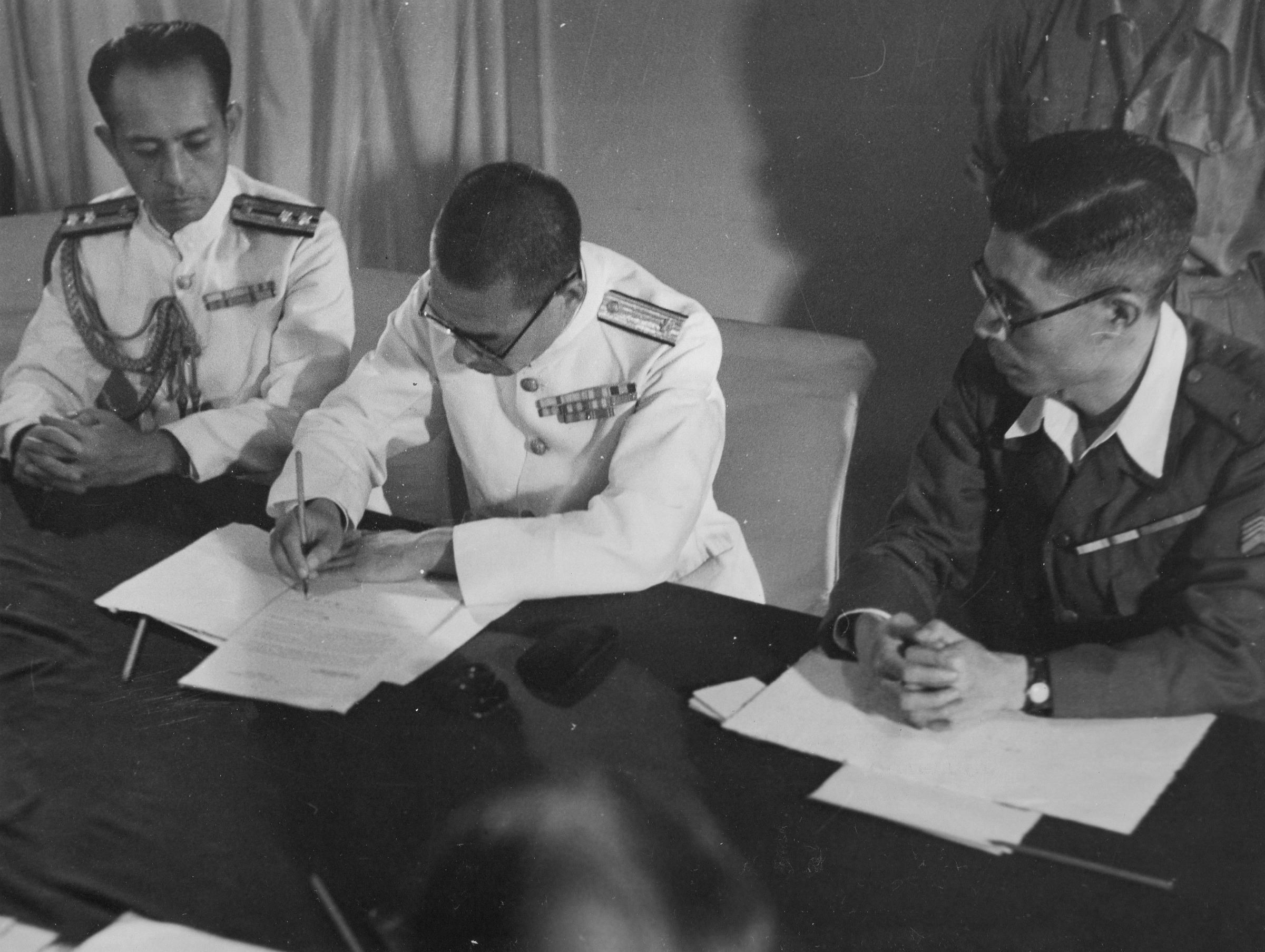
Le contre-amiral Bazudi, commandant des forces japonaises à Penang, signe la reddition entouré du lieutenant-gouverneur japonais de Penang (à droite) et du chef d'état-major de l'amiral, le capitaine Hidaka, le 4 septembre 1945.

Le 15 août 1945 l'empereur Hirohito annonce la fin des combats. Dans la période entre l'annonce de l'empereur et l'arrivée des forces alliées en Malaisie, des combats sporadiques éclatent entre les communautés chinoises et malaises, en particulier dans le Perak. La MPAJA lance des représailles contre les collaborateurs au sein des forces de police malaise et de la population civile. Beaucoup dans les rangs de l'armée préconisent de mener la révolution, mais la prudence a prévalu au sein de la majorité de la direction à l'instigation de Lai Teck, une décision qui sera plus tard considérée comme une grande occasion manquée. Durant cette période, les forces japonaises en Malaisie ont également subi des attaques menées par des civils. Ces dernières se rendent aux Alliés d'abord à Penang le 4 septembre 1945 à bord du HMS Nelson, puis, après la capitulation de Singapour, le commandant de la 29e armée se rend le 13 septembre 1945 à Kuala Lumpur. Une autre cérémonie se déroule à Kuala Lumpur le 22 février 1946 avec le général Itagaki, le commandant de la 7e armée régionale. Le 12 septembre 1945, la British Military Administration (Malaya) (en) (BMA) s'installe à Kuala Lumpur. Il s'ensuit la signature de l'acte de capitulation à Kuala Lumpur par le lieutenant-général Teizo Ishiguro (en), commandant de la 29e armée avec le major-général Naoichi Kawahara, chef d'état-major et le colonel Oguri en tant que témoins. Plus tard dans l'année, le MPAJA accepte à contrecœur de se dissoudre et rend les armes lors de cérémonies où son rôle dans la guerre est mis à l'honneur.
Les troupes japonaises demeurées en Malaisie, à Java, à Sumatra, et en Birmanie à la fin de la guerre sont transférées vers les îles Rempang et Galang en octobre 1945 en attendant le rapatriement vers le Japon. Galang est rebaptisé Sakae par les troupes. Le lieutenant-général Ishiguro est chargé de l'île par les Alliés sous la supervision de cinq officiers britanniques. Plus de 200 000 soldats japonais ont transité par ces îles ; les derniers en juillet 1946. En plus des soldats japonais, quelque 6 000 civils japonais qui vivaient en Malaisie avant ou pendant l'occupation sont également rapatriés au Japon.

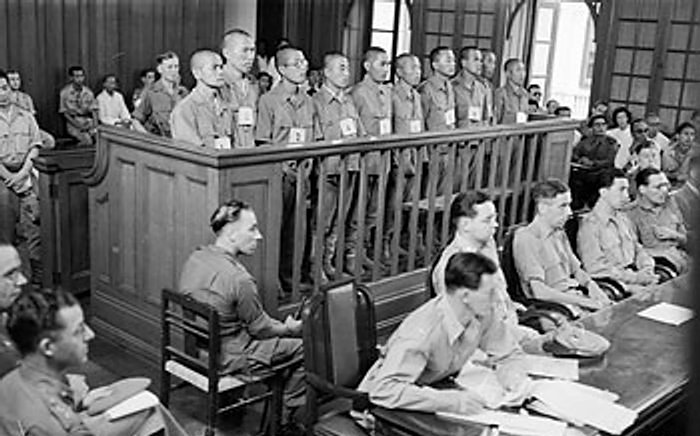
Procès pour crimes de guerre à Singapour, 21 janvier 1946.

Les membres de la Kempeitai et les gardiens du camp sont traités comme des prisonniers de guerre en raison de leur traitement des militaires et des civils pendant l'occupation. Un certain nombre de procès pour crimes de guerre se déroule alors. Le procès de 1947 reconnaît coupable de crime de guerre sept officiers japonais. Deux officiers sont exécutés : le lieutenant-colonel Masayuki Oishi, commandant de la 2 Field Kempeitai et le lieutenant-général Saburo Kawamura le 26 juin 1947 et cinq sont condamnés à la prison à vie dont le lieutenant-général Takuma Nishimura, qui est par la suite reconnu coupable du Parit Sulong Massacre (en) par un tribunal australien et exécuté. Le capitaine Higashikawa, chef de la Kempeitai à Penang est également exécuté. Les actions de Higashikawa étaient si brutales que le capitaine S Hidaka, le chef d'état-major de Penang pour la Marine japonaise Impériale, trouva nécessaire d'aborder le sujet avec le lieutenant-général Ishiguro. Ishiguro prit alors la décision de transférer Higashikawa et de le remplacer par le capitaine Terata. Parmi les autres japonais condamnés à mort, on trouve le sergent Eiko Yoshimura, le chef de Kempeitai à Ipoh pour la torture et les mauvais traitements de civils, y compris Sybil Kathigasu (en) ; le colonel Watanabe Tsunahiko, commandant du 11e régiment pour son rôle dans le massacre de Kuala Pilah ; le capitaine Iwata Mitsugi, le second lieutenant Goba Itsuto et le second lieutenant Hashimoto Tadashi.

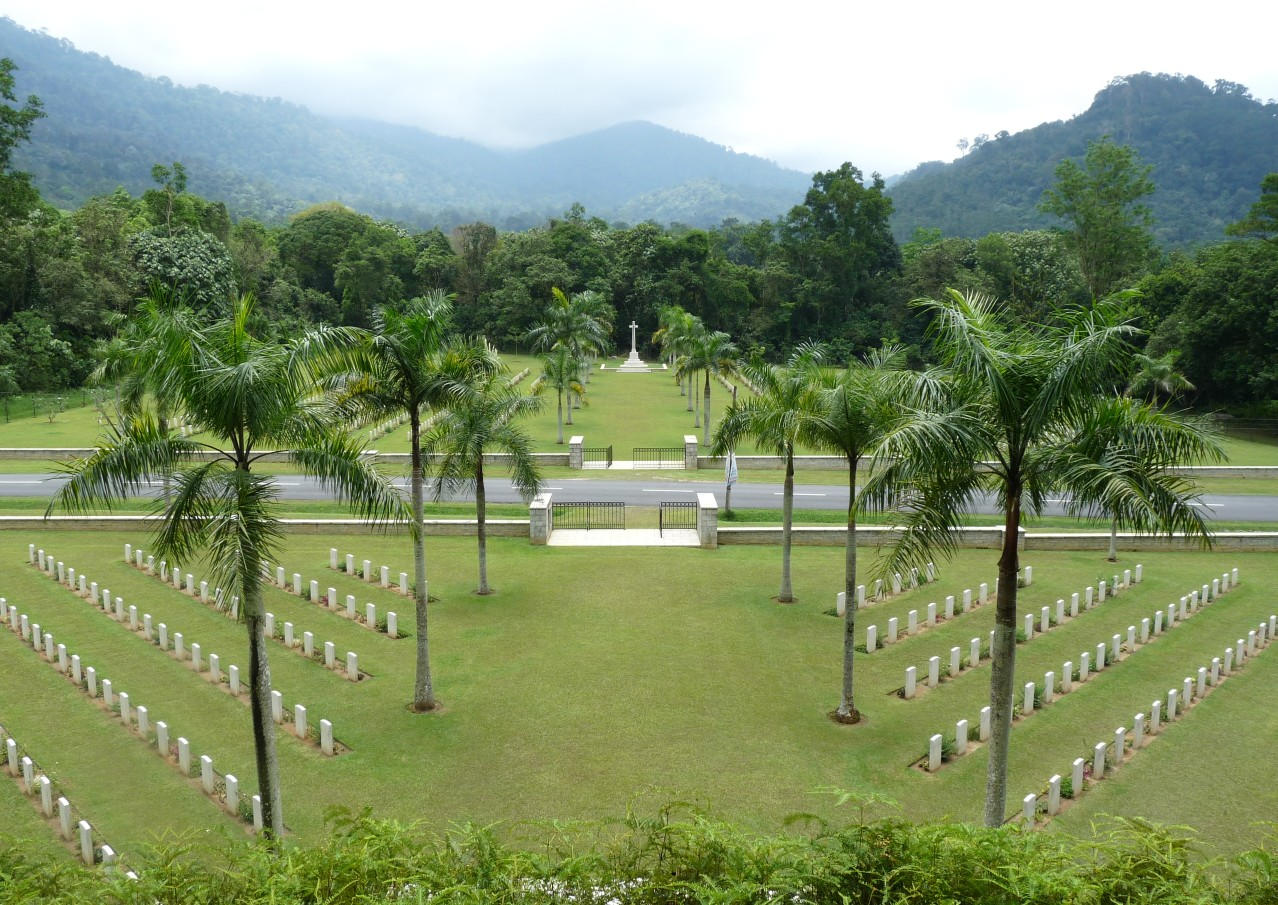
Le à Taiping en 2009.

Plusieurs cimetières militaires sont construits pour accueillir les soldats malais et alliés, notamment le Kranji War Cemetery (en) à Singapour et le Taiping War Cemetery (en) à Taiping. Une opération est montée en octobre 1946 par l'Unité des sépultures de guerre no 46 pour récupérer et enterrer tous les soldats qu'elle pouvait localiser. Le principal mémorial de la guerre est le National Monument (Malaysia) (en) érigé en 1966 à Kuala Lumpur. Ce mémorial commémore ceux qui ont servi à la fois lors de la Seconde Guerre mondiale et lors de l'Insurrection communiste malaise qui s’inscrit dans le processus d'indépendance qui s'engage après la guerre.